# Animistic Beliefs
Animistic Beliefs is een underground multimedia project uit Rotterdam dat in 2015 werd opgericht door Lưu Thoại Linh en Marvin Lalihatu, respectievelijk van Vietnamees-Chinese en Moluks-Nederlandse afkomst. Het duo produceert elektronische muziek met kenmerken van IDM, techno en experimentele bubbling. Ook verwerkt het duo invloeden vanuit Indonesische en Vietnamese traditionele muziek in hun werk. Het duo is ook actief in de kunstwereld, hun audiovisuele installatie CACHE/SPIRIT in samenwerking met Jeisson Drenth stond in September van 2021 in TENT Rotterdam. De naam Animistic Beliefs is een verwijzing naar animisme, spirituele concepten waarbij zielen of geesten niet alleen bestaan in mensen en dieren, maar ook in planten, stenen of natuurlijke fenomenen zoals donder en geografische zoals bergen en rivieren.

## Biografie
Vanaf 2015 werd Animistic Beliefs voor het eerst gezien in het Rotterdamse underground clubcircuit. Het duo speelde onder andere tijdens experimentele muziekavonden in WORM en technofeesten in de club Transport.
In 2017 won Animistic Beliefs de Sena Grote Prijs van Rotterdam in de categorie 'Electronics', later dat jaar sleept het duo ook de Rotterdam Music Awards voor meestbelovende act in de wacht.
Animistic Beliefs bracht in 2018 hun eerste EP uit op het Duitse label Solar One Music.
In Oktober van datzelfde jaar gaf het duo in samenwerking met Novation een seminar tijdens het Amsterdam Dance Event. Tevens maakte het duo via Instagram kenbaar dat zij uitgenodigd waren om op een geheime rave van het Italiaans modebedrijf Gucci te spelen.
In het eerste kwartaal van 2019 bracht het duo hun tweede EP Molucca Quake uit op het Engelse label Cultivated Electronics. Deze EP werd geprezen door onder andere DJ Magazine. Het debuutalbum Mindset:Reset kwam later dat jaar uit, wederom bij Solar One Music. Daarna bracht het duo in 2020 de EP Thief of Sanity uit bij het Engelse label Brokntoys. 
Rond het begin van de Corona pandemie besloot het duo het roer flink om te gooien en te werken aan nieuw materiaal, geïnspireerd op hun culturele achtergrond en identiteit.
Het sociale en politieke klimaat en de lockdown gaf het duo nieuwe inzichten.
Dit resulteerde in Animistic Beliefs’ tweede album MERDEKA, uitgegeven door het Mexicaanse label NAAFI in Augustus 2022. Op het album werden thema’s zoals trauma’s, kolonisatie en seksualiteit aangesneden en werd er voor het eerst gebruik gemaakt van traditionele Molukse en Vietnamese instrumenten, alsmede teksten in het Vietnamees en Maleis.
Het album werd door VPRO’s 3voor12 verkozen tot het Beste Nederlandse album van 2022.

## Muziek
Animistic Beliefs’ muziek heeft een sterke focus op techno ritmes, analoge percussie en strakke sequencing. Er worden vaak ongebruikelijke loops herhaald, die de luisteraar in trance zouden brengen. Vaak worden analoge- en digitale synthese tegen elkaar gezet. Het werk van het duo is geïnspireerd op zowel Techno en IDM uit de jaren 90 als bubbling, reggaeton en dancehall uit de jaren 2000.
Het recentere werk van het duo is ook steeds meer geïnspireerd op Molukse en Vietnamese traditionele muziek. Deze multiculturele mix van genres wordt ook wel deconstructed club genoemd.
De livesets van de groep worden gekenmerkt door de aanwezigheid van vintage drumcomputers, analoge synthesizer en modulaire synthesizers, de punk vocals van Linh en de afwezigheid van laptops of computers. Animistic Beliefs staat erom bekend het overgrote deel van hun liveshows te improviseren.

## Discografie

### Albums
- Mindset:Reset (2019)
- MERDEKA (2022)

### Ep's
- Sinuous Gullies (2018)
- Molucca Quake (2019)
- Thief of Sanity (2020)

## Prijzen en nominaties
| Jaar | Prijs                        | Categorie               |     |
| ---- | ---------------------------- | ----------------------- | --- |
| 2017 | De Grote Prijs van Rotterdam | Beste Electronics Act   | Win |
| 2017 | Rotterdam Music Award        | De Belofte              | Win |
| 2022 | 3voor12 Award                | Beste Nederlandse album | Win |